# انبوه‌دندانان
انبوه‌دندانان (نام علمی: Pycnodontidae) نام یک خانواده از راسته انبوه‌دندان‌ریختان است.